# Cephaloglypta murinanae
Cephaloglypta murinanae är en stekelart som först beskrevs av Bauer 1941.  Cephaloglypta murinanae ingår i släktet Cephaloglypta och familjen brokparasitsteklar. Inga underarter finns listade.